# Asteroxylon
Asteroxylon var en slægt af primitive og uddøde landplanter, der forekom i tidlig Devon. Det var en primitiv ulvefodsplante der voksede sammen med Rhynia, og er således en af de tidligste planter der entydigt kan identificeres som karplanter.
Den blev op til 40 cm høj og ligesom moderne ulvefodsplanter havde den skælagtige blade på stængler og grene. De op til 12 mm tykke stængler udgik fra en krybende, overjordisk jordstængel hvorfra tillige udgik rodlignende rizoider der kunne gå op til 20 cm ned i jorden.
Fossiler kendes kun fra Aberdeenshire, Skotland hvor det forekommer i den såkaldte Rhynie flint.